# Never, Never Gonna Give You Up
Never, Never Gonna Give You Up è una canzone scritta da Aaron Schroeder e Barry White, e prodotta e registrata da White nel 1974, pubblicata come primo singolo estratto dall'album Stone Gon'.
Il brano ebbe un ottimo riscontro di pubblico, riuscendo ad ottenere la settima posizione della Billboard Hot 100, e la seconda della U.S. R&B Chart. Inoltre fu il secondo singolo di Barry White ad essere pubblicato in Europa, dopo I'm Gonna Love You Just a Little More Baby, diventando una top 20 in Regno Unito e Paesi Bassi.
Il singolo ricevette anche un disco d'oro dalla RIIA il 2 luglio 1974.

## Tracce
7 Single
1. Never, Never Gonna Give Ya Up - 7:55
2. Honey Please, Can't Ya See - 3:52

## Classifiche
| Classifica (1974)      | Posizione più alta |
| ---------------------- | ------------------ |
| U.S. Billboard Hot 100 | 7                  |
| U.S. R&B Chart         | 2                  |
| Regno Unito            | 14                 |
| Paesi Bassi            | 9                  |

## Nella cultura di massa
La canzone compare nel film Una settimana da Dio nella scena in cui Jim Carrey con i suoi poteri avvicina la luna dal balcone, oltre che nel film Baby Driver.

## Cover
Lisa Stansfield registrò una cover di Never, Never Gonna Give You Up nel 1997, per l'album omonimo. Il singolo della versione della Stansfield riuscì ad ottenere anche la posizione 25 della Official Singles Chart, la 74 della Billboard Hot 100, la 38 della Hot R&B/Hip-Hop Songs e soprattutto la vetta della Hot Dance Club Play
La canzone fu anche oggetto di cover da parte del gruppo Cake, che ne registrarono una versione nel 1997 per la colonna sonora del film Un lupo mannaro americano a Parigi. Una versione strumentale del brano è stata registrata anche dall'artista jazz Peter White.